# Inga Berre
Inga Berre (31 de julho de 1978) é uma matemática norueguesa, que estuda métodos numéricos para as equações diferenciais parciais usadas para modelar sistemas geotérmicos fraturados e meios porosos de forma mais geral. É professora do departamento de matemática da Universidade de Bergen, consultora científica do Chr. Michelsen Institute em Bergen, e pesquisadora líder em energia geotérmica na Noruega.

## Formação e carreira
Berre obteve um grau de candidata em matemática na Universidade de Bergen em 2001, obtendo um doutorado (Dr. Sci.) em 2005. Sua tese, Fast simulation of transport and adaptive permeability estimation in porous media, foi orientada conjuntamente por Helge Dahle, Knut-Andreas Lie, Trond Mannseth e Kenneth Hvistendahl Karlsen.
Em 2006 foi membro do corpo docente da Universidade de Bergen faculty como professora associada, promovida a professora plena em 2013. Em 2018 tornpu-se catedrática do Joint Programme Geothermal da European Energy Research Alliance.

## Reconhecimento
Berre é membro da Norwegian Academy of Technological Sciences, eleita em 2017.